# Pseudosinella kalalauensis
Pseudosinella kalalauensis är en urinsektsart som beskrevs av Christiansen och Luther 1986. Pseudosinella kalalauensis ingår i släktet Pseudosinella och familjen brokhoppstjärtar. Inga underarter finns listade i Catalogue of Life.